# Manilkara chicle
El chicle o chicozapote (Manilkara chicle) es un árbol tropical de hoja perenne de la familia de las sapotáceas, originario de México y América Central. El árbol se extiende desde el sur de México hasta Colombia. Produce una goma natural conocida como chicle, utilizada tradicionalmente en la elaboración de goma de mascar y otros productos.

## Taxonomía
La especie fue descrita inicialmente como Achras chicle por Henri Pittier y publicada en Journal of the Washington Academy of Sciences 9(13): 436–438, en 1919, actualmente, es tanto un sinónimo como el basónimo de esta; y ulteriormente, sería transferida al género Manilkara por Charles Louis Gilly en Tropical Woods 73: 14, en 1943.

#### Etimología
Manilkara: nombre genérico latinizado proveniente del vocablo malabar (o malayam) manil-kara, usado como nombre vernáculo para designar a la especie Manilkara kauki, en la región de Malabar, en el suroeste de la India, y reportado por Hendrik Adriaan van Rheede.
chicle: epíteto que proviene del vocablo náhuatl tzictli, y este de tzicoa; "pegar".